# Samarium(III)fluoride
Samarium(III)fluoride is een fluoride van samarium en heeft als brutoformule SmF3. De stof komt voor als een geel reukloos kristallijn poeder, dat goed oplosbaar is in water. Bij kamertemperatuur hebben de kristallen een orthorombische structuur. Boven 495°C komen de kristallen trigonaal voor.